# Hilara cinereomicans
Hilara cinereomicans är en tvåvingeart som beskrevs av Gabriel Strobl 1892. Hilara cinereomicans ingår i släktet Hilara och familjen dansflugor. Inga underarter finns listade i Catalogue of Life.